# إدوين غوردون بلاكمور
إدوين غوردون بلاكمور هو جندي وسياسي أسترالي، ولد في 1837، وتوفي في 1909.